# Carlos De León
Carlos De León (ur. 3 maja 1959 w Rio Piedras, zm. 1 stycznia 2020 w Buffalo) – portorykański bokser, były czterokrotny mistrz WBC w wadze junior ciężkiej.

## Kariera zawodowa
Carlos De León przeszedł do historii jako pierwszy bokser wagi junior ciężkiej, który odzyskał utracony pas, przy czym zrobił to dwukrotnie.

### Pierwsze mistrzostwo
Pierwszy tytuł mistrza świata WBC zdobył 25 listopada 1980 roku pokonując broniącego tytułu Marvina Camela stosunkiem głosów dwa do remisu. 
24 lutego 1982 doszło do pojedynku rewanżowego w którym ponownie lepszym był puertorykański obrońca tytułu kończąc pojedynek przez TKO w ósmej rundzie. Swój pas stracił 27 czerwca 1982 w swojej kolejnej obronie gdy został znokautowany w drugiej rundzie przez ST Gordona. Na ring powrócił już 26 listopada 1982 pokonując na punkty Ivy Browna oraz 6 marca 1983 gdy pokonał przez TKO w szóstej rundzie powracającego na ring boksera wagi ciężkiej Leona Spinksa.

### Drugie mistrzostwo
17 lipca 1983 doszło do rewanżu z ST Gordonem w Las Vegas w którym Sugar wygrał wysoko na punkty stając się pierwszym pięściarzem w historii wagi junior ciężkiej, który odzyskał swój tytuł w rewanżu oraz który zdobył pas jednej federacji dwukrotnie. Skutecznie obronił swój tytuł w walkach z Yaqui Lopezem którego znokautował w czwartej rundzie, a także na punkty z Anthonym Davisem oraz z Bashem Alim. W swojej kolejnej stracił tytuł 6 czerwca 1985 w Las Vegas przegrywając z Alfonso Ratliffem przez niejednogłośnie na punkty.

### Trzecie mistrzostwo
22 marca 1986 po raz trzeci zdobył pas pokonując na punkty Bernarda Bentona i tym samym Carlos De León dołączył do grona bokserów takich jak Sugar Ray Robinson i Muhammad Ali stając się trzykrotnym mistrzem jednego przedziału wagowego. Po trzech skutecznych obronach 9 kwietnia 1988 stracił pas przegrywając przez TKO w ósmej rundzie w pojedynku unifikacyjnym z mistrzem federacji WBA i IBF Evanderem Holyfieldem. 

### Czwarte mistrzostwo
Evander Holyfield po tej walce odszedł do wagi ciężkiej, a De León stanął ponownie do pojedynku o pas WBC pokonując w Londynie Sammiego Reesona przez nokaut w dziewiątej rundzie, bijąc swój własny rekord i zostając czterokrotnym mistrzem świata WBC wagi junior ciężkiej.
Tytuł stracił już w pierwszej obronie przegrywając z Massimiliano Duranem przez dyskwalifikację w jedenastej rundzie po uderzeniu rywala po gongu. Po utracie tytułu stoczył jeszcze dziesięć pojedynków przegrywając dwa ostatnie z Corrie Sandersem przez TKO 1 oraz z Brianem Nielsenem przez TKO w trzeciej rundzie, po czym zakończył karierę.